# 3199 Nefertiti
3199 Nefertiti (1982 RA) là một gần Trái Đất Amor asteroid được phát hiện ngày 13 tháng 9 năm 1982 bởi vợ chồng Carolyn và Eugene Shoemaker ở Palomar. Nó được đặt theo tên của nữ hoàng Ai Cập Nefertiti, mẹ kế của vua Tutankhamun.